# 3313 Mendel
3313 Mendel este un asteroid din centura principală, descoperit pe 19 februarie 1980 de Antonín Mrkos.